# Efferia mesquite
Efferia mesquite este o specie de muște din genul Efferia, familia Asilidae. A fost descrisă pentru prima dată de Stanley Willard Bromley în anul 1951.
Este endemică în Texas. Conform Catalogue of Life specia Efferia mesquite nu are subspecii cunoscute.